# Вільям Тесільо
Вільям Тесільо (ісп. William Tesillo, нар. 2 лютого 1990, Барранкілья) — колумбійський футболіст, захисник клубу «Санта-Фе».
Виступав, зокрема, за клуби «Депортес Кіндіо» та «Атлетіко Хуніор», а також олімпійську збірну Колумбії.

## Клубна кар'єра
У дорослому футболі дебютував 2010 року виступами за команду клубу «Депортес Кіндіо», в якій провів три сезони, взявши участь у 108 матчах чемпіонату. Більшість часу, проведеного у складі «Депортес Кіндіо», був основним гравцем захисту команди.
Своєю грою за цю команду привернув увагу представників тренерського штабу клубу «Атлетіко Хуніор», до складу якого приєднався 2014 року на правах оренди. Відіграв за команду з Барранкільї наступний сезон своєї ігрової кар'єри. Граючи у складі «Атлетіко Хуніора» також здебільшого виходив на поле в основному складі команди.
До складу клубу «Санта-Фе» приєднався 2016 року. Відтоді встиг відіграти за команду з Боготи 42 матчі в національному чемпіонаті.

## Виступи за збірні
2016 року захищав кольори олімпійської збірної Колумбії. У складі цієї команди провів 4 матчі. У складі збірної — учасник футбольного турніру на Олімпійських іграх 2016 року у Ріо-де-Жанейро.
2017 року дебютував в офіційних матчах у складі національної збірної Колумбії. Наразі провів у формі головної команди країни 1 матч.

## Титули
- Володар Кубка Колумбії: 2015, 2024.
- Чемпіон Колумбії: 2016Ф, 2024К
- Переможець Суперліги Колумбії: 2017, 2025
- Чемпіон Мексики: 2020/21А
- Переможець Ліги чемпіонів КОНКАКАФ: 2023

Збірні
- Бронзовий призер Кубка Америки: 2021